# Démographie de New York
Cet article relate de la démographie de la ville de New York aux États-Unis. La population de la ville de New York (New York City) est l'une des plus importantes et des plus cosmopolites du monde ; elle compte plus de 19 millions d'habitants, ce qui en fait la ville la plus peuplée du pays. L'agglomération new-yorkaise, communément appelée  « Grand New York » concentre plus de 26 millions d'habitants. Entre 1995 et 2005, la population de la commune de New York a augmenté plus rapidement que celle de sa région. Les démographes estiment qu'elle devrait atteindre les 20 millions d'habitants vers 2025.
Durant son histoire, New York a été la principale porte de l'immigration aux États-Unis. D'ailleurs l'expression melting pot a été forgée pour décrire le mélange des populations du quartier de Lower East Side. En 2005, près de 170 langues différentes sont parlées dans la ville et 36 % des New-Yorkais sont nés à l'étranger,.  :)

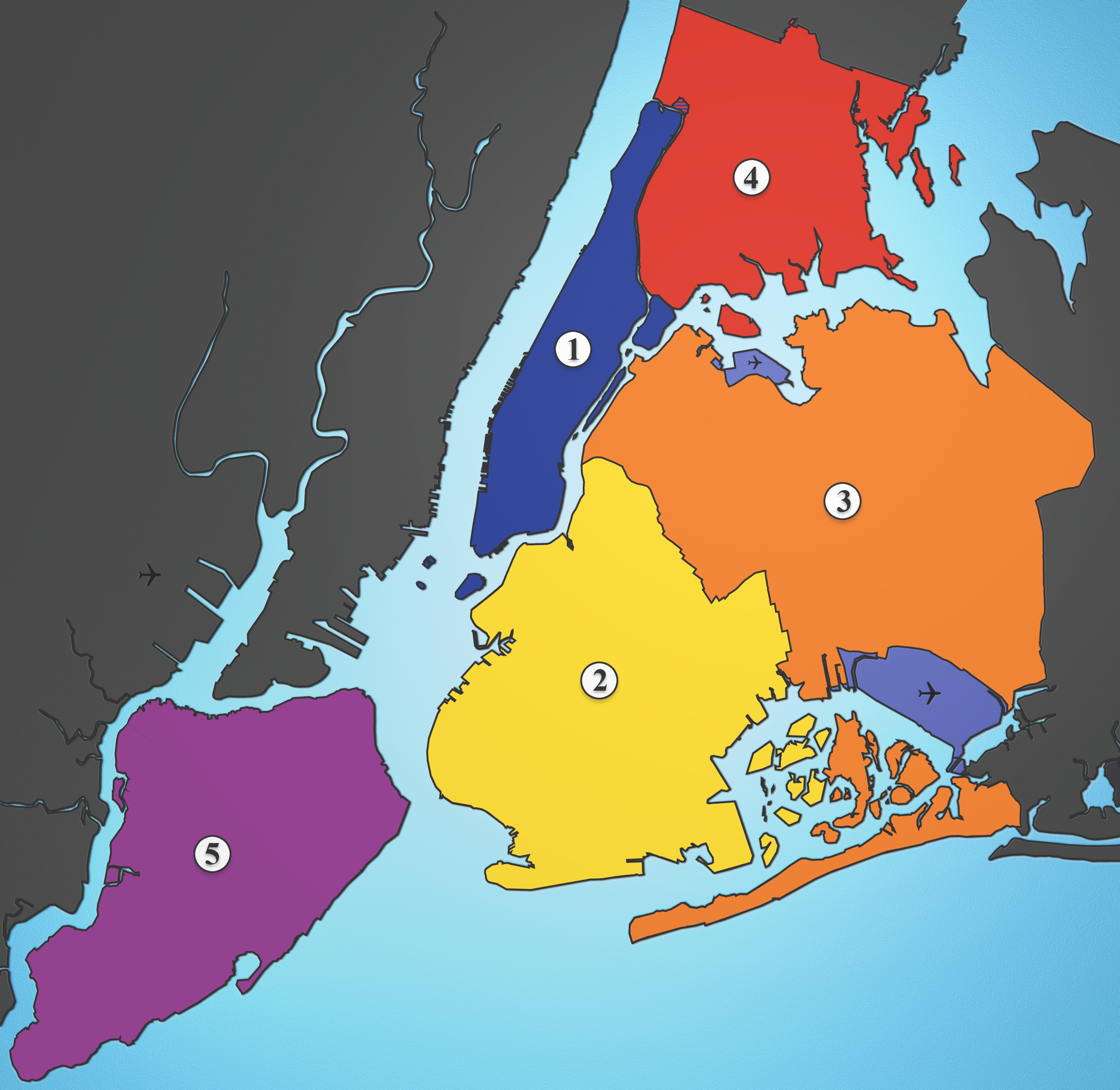
Les 5 arrondissements de la ville de New York : (1) Manhattan, ● (2) Brooklyn, ● (3) Queens, (4) Bronx, ● (5) Staten Island

## Définitions et sources
New York City est une commune du Grand New York. Elle compte plus de 13 millions d'habitants en 2006 répartis en cinq arrondissements (boroughs), eux-mêmes découpés en quartiers. L'agglomération, qui s'étend sur les États de New York, du New Jersey et du Connecticut, rassemble quant à elle 21 millions d'habitants et l'aire urbaine 22 116 176 ce qui la place au deuxième rang mondial derrière Tokyo au Japon.

## Histoire et évolutions démographiques
| Année | Habitants | Année | Habitants |
| ----- | --------- | ----- | --------- |
| 1750  | 22 000    | 1910  | 4 766 900 |
| 1790  | 49 400    | 1920  | 5 620 000 |
| 1800  | 79 200    | 1930  | 6 930 400 |
| 1810  | 119 700   | 1940  | 7 455 000 |
| 1820  | 152 100   | 1950  | 7 892 000 |
| 1830  | 242 300   | 1960  | 7 782 000 |
| 1840  | 391 100   | 1970  | 7 894.900 |
| 1850  | 696 100   | 1980  | 7 071 600 |
| 1860  | 1 174 800 | 1990  | 7 322 600 |
| 1870  | 1 478 100 | 2000  | 8 008 000 |
| 1880  | 1 911 700 | 2010  | 8 175 133 |
| 1890  | 2 507 400 | 2020  | 8 804 190 |
| 1900  | 3 437 251 | 2023  | 8 258 000 |

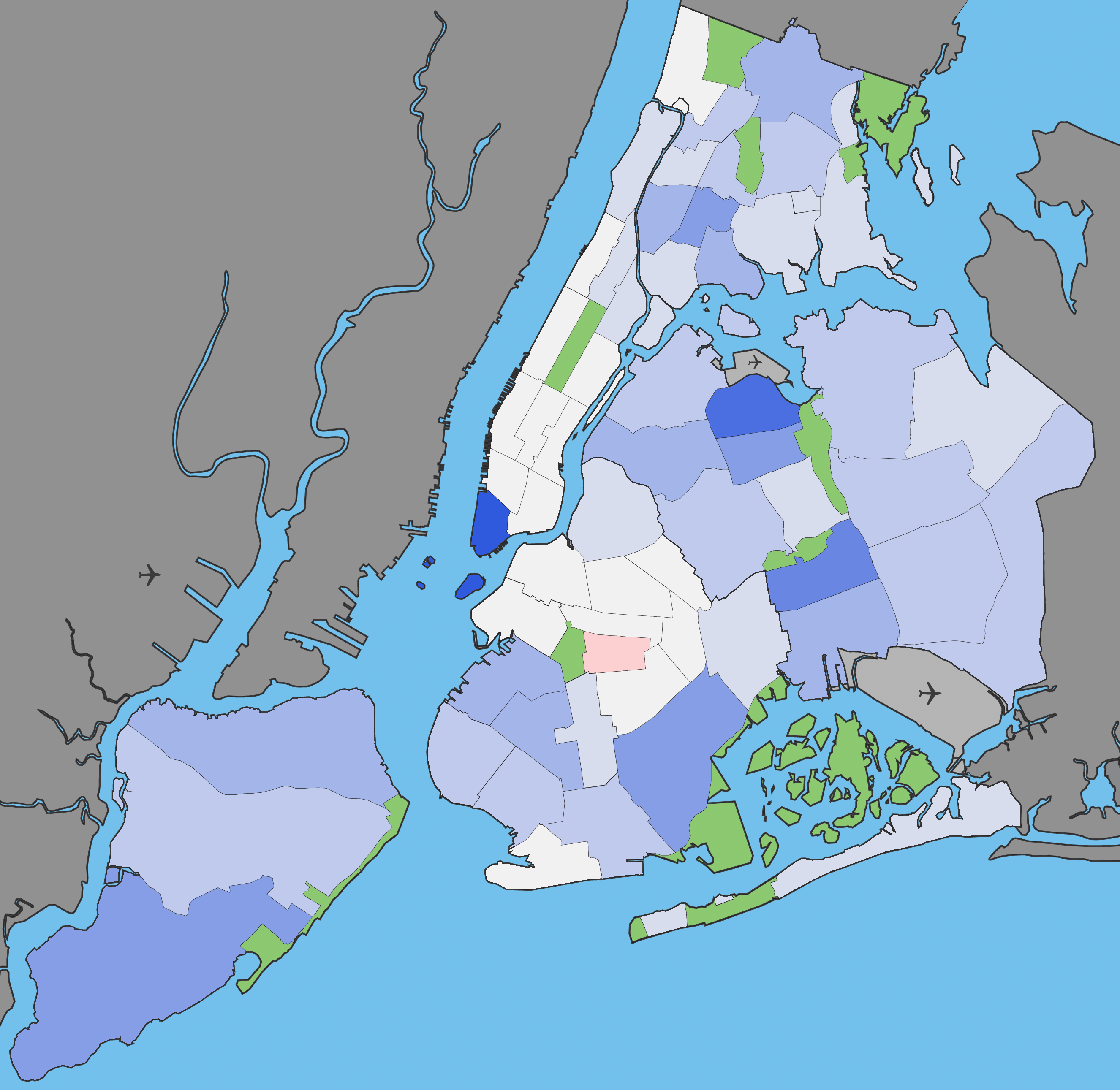
Évolution de la population de New York entre 1990 et 2000 : en bleu, les quartiers dont la population a augmenté pendant cette période ; en rouge les quartiers dont la population a diminué.

New York est la ville la plus grande des Treize Colonies en 1776 lors de la Déclaration d'indépendance des États-Unis avec 25 000 habitants.
Au milieu du XVIIIe siècle, New York est moins peuplée que Boston et Philadelphie. Mais le développement du commerce, de l'industrie et l'arrivée de millions de migrants européens provoquent une forte croissance démographique au siècle suivant. En 1830, New York devient la plus grande ville des États-Unis, avec environ 200 000 habitants. La population new-yorkaise dépasse celle de Paris à la fin des années 1880 mais reste encore derrière Londres.
Sur 23 millions d'Européens arrivés aux États-Unis entre 1880 et 1919, 17 millions environ ont débarqué à New York, et la plupart y sont restés. En 1910, 40 % de la population de la ville était de naissance étrangère. Ellis Island accueillit environ 12 millions de personnes entre son ouverture le 1er janvier 1892 et sa fermeture le 19 novembre 1954. Cette île, de 1,2 hectare à l'origine, s'est étendue à 11 hectares au fur et à mesure de la croissance du centre d'examen des immigrants. On pouvait en période de pointe examiner jusqu'à 5 000 personnes par jour. Après 1924 et les lois sur les quotas d'immigration de Johnson-Reed, qui ont considérablement diminué l'immigration, le centre est devenu un lieu de détention et d'expulsion pour les étrangers indésirables. 
Après la Seconde Guerre mondiale la population urbaine diminue à cause de la suburbanisation et des difficultés sociales. Le phénomène, qui touche la plupart des villes américaines, est particulièrement fort à New York.

### Principal pays d'origine des immigrés par décennie
En 1626, 56 % des habitants nés à l'étranger sont nés aux Pays-Bas.
| 1626            | 1626 | 1640            | 1640 | 1650            | 1650 | 1660            | 1660 | 1670            | 1670 | 1680            | 1680 |
| Pays-Bas        | 56 % | Pays-Bas        | 54 % | Pays-Bas        | 54 % | Pays-Bas        | 53 % | Pays-Bas        | 52 % | Pays-Bas        | 51 % |
| 1690            | 1690 | 1700            | 1700 | 1710            | 1710 | 1720            | 1720 | 1730            | 1730 | 1740            | 1740 |
| Pays-Bas        | 49 % | Pays-Bas        | 48 % | Pays-Bas        | 43 % | Pays-Bas        | 39 % | Pays-Bas        | 36 % | Grande-Bretagne | 39 % |
| 1750            | 1750 | 1760            | 1760 | 1770            | 1770 | 1780            | 1780 | 1790            | 1790 | 1800            | 1800 |
| Grande-Bretagne | 49 % | Grande-Bretagne | 54 % | Grande-Bretagne | 67 % | Grande-Bretagne | 71 % | Grande-Bretagne | 82 % | Grande-Bretagne | 71 % |
| 1810            | 1810 | 1820            | 1820 | 1830            | 1830 | 1840            | 1840 | 1850            | 1850 | 1860            | 1860 |
| Grande-Bretagne | 59 % | Grande-Bretagne | 48 % | Irlande         | 40 % | Irlande         | 50 % | Irlande         | 60 % | Irlande         | 52 % |
| 1870            | 1870 | 1880            | 1880 | 1890            | 1890 | 1900            | 1900 | 1910            | 1910 | 1920            | 1920 |
| Irlande         | 50 % | Irlande         | 41 % | Irlande         | 34 % | Allemagne       | 25 % | Russie          | 24 % | Russie          | 24 % |
| 1930            | 1930 | 1940            | 1940 | 1950            | 1950 | 1960            | 1960 | 1970            | 1970 | 1980            | 1980 |
| Russie          | 19 % | Italie          | 19 % | Italie          | 21 % | Italie          | 19 % | Italie          | 14 % | Italie          | 9 %  |
| 1990            | 1990 | 2000            | 2000 | 2013            | 2013 |                 |      |                 |      |                 |      |
| Chine           | 7 %  | Chine           | 9 %  | Chine           | 12 % |                 |      |                 |      |                 |      |

### Évolution démographique pararrondissement

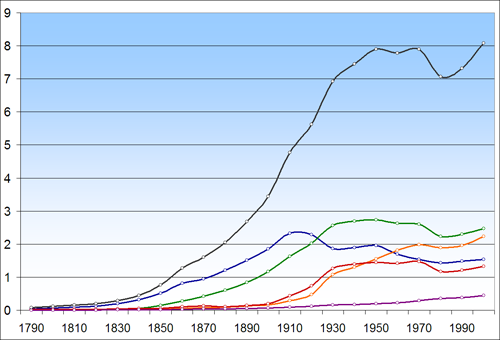
Evolution démographique de chaque arrondissement en millions. Ville de New York, Bronx, Brooklyn, Manhattan, Queens, Staten Island.

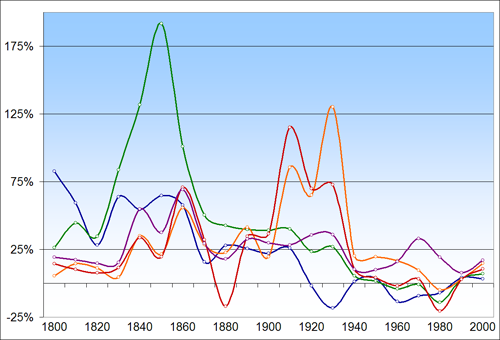
Historique de la croissance de la population de chaque arrondissement. Bronx, Brooklyn, Manhattan, Queens, Staten Island.

| Année | Manhattan | Brooklyn  | Queens *  | Bronx**   | Staten Is. | Total     |
| --- | --------- | --------- | --------- | --------- | ---------- | --------- |
| 1790 | 33 111    | 4 549     | 6 000     | 2 000     | 3 827      | 49 487    |
| 1800 | 60 489    | 5 740     | 7 000     | 2 000     | 4 563      | 79 792    |
| 1810 | 96 373    | 8 303     | 7 000     | 3 000     | 5 347      | 120 023   |
| 1820 | 123 706   | 11 187    | 8 000     | 3 000     | 6 135      | 152 028   |
| 1830 | 202 589   | 20 535    | 9 000     | 3 000     | 7 082      | 242 206   |
| 1840 | 312 710   | 47 613    | 14 000    | 5 000     | 10 965     | 390 288   |
| 1850 | 515 547   | 138 882   | 19 000    | 8 000     | 15 061     | 696 490   |
| 1860 | 813 669   | 279 122   | 33 000    | 24 000    | 25 492     | 1 175 283 |
| 1870 | 942 292   | 419 921   | 45 000    | 37 000    | 33 029     | 1 477 242 |
| 1880 | 1 206 299 | 599 495   | 57 000    | 52 000    | 38 991     | 1 953 785 |
| 1890 | 1 515 301 | 838 547   | 87 000    | 89 000    | 51 693     | 2 581 541 |
| 1900*** | 1 850 093 | 1 166 582 | 152 999   | 200 507   | 67 021     | 3 437 202 |
| 1910 | 2 331 542 | 1 634 351 | 284 041   | 430 980   | 85 969     | 4 766 883 |
| 1920 | 2 284 103 | 2 018 356 | 469 042   | 732 016   | 116 531    | 5 620 048 |
| 1930 | 1 867 312 | 2 560 401 | 1 079 129 | 1 265 258 | 158 346    | 6 930 446 |
| 1940 | 1 889 924 | 2 698 285 | 1 297 634 | 1 394 711 | 174 441    | 7 454 995 |
| 1950 | 1 960 101 | 2 738 175 | 1 550 849 | 1 451 277 | 191 555    | 7 891 957 |
| 1960 | 1 698 281 | 2 627 319 | 1 809 578 | 1 424 815 | 221 991    | 7 781 983 |
| 1970 | 1 539 233 | 2 602 012 | 1 986 473 | 1 471 701 | 295 443    | 7 894 862 |
| 1980 | 1 428 285 | 2 230 936 | 1 891 325 | 1 168 972 | 352 121    | 7 071 639 |
| 1990 | 1 487 536 | 2 300 664 | 1 951 598 | 1 203 789 | 378 977    | 7 322 564 |
| 2000 | 1 537 195 | 2 465 326 | 2 229 379 | 1 332 650 | 443 728    | 8 008 278 |
| 2010 | 1 585 873 | 2 504 700 | 2 230 722 | 1 385 108 | 468 730    | 8 175 133 |
| 2020 | 1 694 251 | 2 736 074 | 2 405 464 | 1 472 654 | 495 747    | 8 804 190 |
| * Le comté de Queens exclut l'actuel comté de Nassau. ** Le comté du Bronx exclut l'actuel comté de Westchester. *** Premier recensement après la création officielle des cinq arrondissements.. |           |           |           |           |            |           |

## Caractéristiques actuelles
|                                                             | New York  | Los Angeles | Chicago   | État de New York | États-Unis  |
| ----------------------------------------------------------- | --------- | ----------- | --------- | ---------------- | ----------- |
| Population totale                                           | 8 085 742 | 3 694 820   | 2 896 121 | 18 976 457       | 314 900 008 |
| Évolution (1990-2000)                                       | +9,4 %    | +6 %        | +4 %      | +5,5 %           | +13,1 %     |
| Densités (hab./mi²)                                         | 26 402,9  | 7 876,8     | 12 750,3  | 402              | 80          |
| Revenu médian                                               | 38 293 $  | 36 687 $    | 38 625 $  | 43 393 $         | 41 994 $    |
| Revenu par habitant                                         | 22 402 $  | 20 671 $    | 20 175 $  | 23 389 $         | 21 587 $    |
| Part de la population ayant un diplôme d'études supérieures | 27 %      | 26 %        | 26 %      | 27 %             | 24 %        |
| Part de la population née à l'étranger                      | 36 %      | 41 %        | 22 %      | 20 %             | 11 %        |
| Blancs                                                      | 44 %      | 30 %        | 31 %      | 62 %             | 69 %        |
| Noirs                                                       | 28 %      | 12 %        | 37 %      | 16 %             | 12 %        |
| Hispaniques                                                 | 27 %      | 46 %        | 26 %      | 15 %             | 13 %        |
| Asiatiques                                                  | 10 %      | 10 %        | 4 %       | 6 %              | 4 %         |

New York est la ville la plus peuplée des États-Unis, avec une population deux fois supérieure à la deuxième ville du pays, Los Angeles (3 833 995 habitants). Elle compte 8 214 426 habitants en 2006, ce qui représente près de 40 % de la population de l'État de New York. Entre 1990 et 2000, la ville a gagné 685 714 habitants. Des études estiment que la ville atteindra entre 9,2 et 9,5 millions d'habitants en 2030,.
D'après le recensement de 2000, l'espérance de vie des New-Yorkais était supérieure à la moyenne des Américains. Elle s'établissait à 80,2 ans pour les femmes nées à New York et 74,5 ans pour les hommes.
La densité et la diversité démographique sont les deux particularités de la ville de New York. La densité atteint 10 194 habitants/km², ce qui fait de New York la ville la plus densément peuplée, loin devant San Francisco. (La densité de l'arrondissement de Manhattan atteint même les 25 846 habitants/km²).
La ville a une longue tradition d'immigration. Elle attire également les Américains pour certaines professions. New York est la ville où les Américains souhaiteraient vivre.
Depuis l'Immigration and Nationality Act de 1965, et surtout depuis les années 1980, New York renoue avec une importante immigration. Ces derniers viennent d'Amérique latine, des Caraïbes, d'Asie, d'Europe de l'Est et d'Afrique. 36 % de la population new-yorkaise est née à l'étranger. De toutes les villes américaines, cette proportion n'est dépassée que par Los Angeles et Miami, les deux autres portes des États-Unis. Mais New York attire des immigrants d'origines très diverses et pas seulement hispaniques. Les dix premiers pays d'origine sont la République dominicaine, la république populaire de Chine, la Jamaïque, le Guyana, le Mexique, l'Équateur, Haïti, Trinité-et-Tobago, la Colombie et la Russie. Environ 170 langues sont parlées dans la ville. Entre 1990 et 2000 la ville accueillit 1 224 524 immigrants.

### Composition ethnique de New York
New York est devenue une ville où il n'y a pas de groupe ethnique majoritaire. En 2005, le groupe blanc représente 44 % de la population. Les Afro-américains constituent le deuxième groupe avec 25,3 % de la population ; dans certains quartiers comme Central Harlem, les Noirs sont majoritaires.

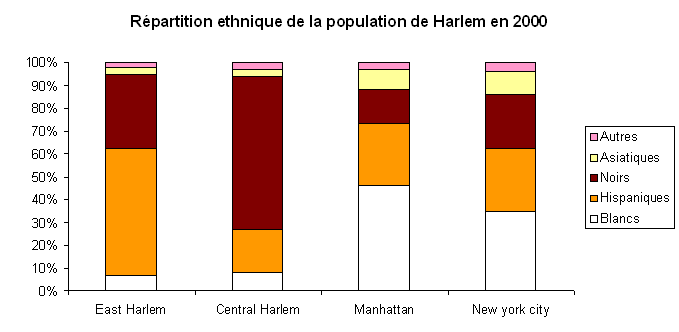

New York possède l'une des plus importantes communautés asiatiques du pays (11,6 % de la population), dont une grande partie réside dans le Chinatown au sud de Manhattan. Les autres New-Yorkais se répartissent entre différents groupes ethniques, ou se déclarent métis.
L'arrondissement de Queens est le seul grand comté des États-Unis où le revenu médian des Noirs (environ 52 000) dépasse celui des Blancs. C'est également le comté le plus divers ethniquement du pays.
New York est aussi le lieu de la plus grande communauté juive en dehors d'Israël. Elle accueille également le quart de toutes les personnes originaires d'Asie du Sud (en particulier de l'Inde) vivant aux États-Unis et la plus grande communauté afro-américaine du pays. On estime à 800 000 le nombre de Portoricains. Parmi les populations d'origine européenne, les Italiens et les Irlandais sont parmi les plus nombreux et imprègnent la vie culturelle de New York.  
| Arrondissement | 1970 | 1980 | 1990 | 2000 |
| -------------- | ---- | ---- | ---- | ---- |
| Brooklyn       | 17.5 | 23.8 | 29.2 | 37.8 |
| Queens         | 21.0 | 28.6 | 36.2 | 46.1 |
| Manhattan      | 20.0 | 24.4 | 25.8 | 29.4 |
| Bronx          | 15.6 | 18.4 | 22.8 | 29.0 |
| Staten Island  | 9.0  | 9.8  | 11.8 | 16.4 |
| Total          | 18.2 | 23.6 | 28.4 | 35.9 |

### Données socio-économiques
Le recensement de 2000 comptait 3 021 588 foyers qui avaient un revenu médian de 38 293 dollars. 30 % des foyers avaient un enfant de moins de 18 ans et 37 % étaient constitués par un couple marié vivant ensemble. 19 % étaient des foyers constitués d'une femme seule. 32 % des foyers sont composés d'une personne seule et 10 % de personnes âgées seules (plus de 65 ans). La taille moyenne d'un foyer new-yorkais était de 2,59 personnes et la taille moyenne des familles était de 3,32 personnes.
La structure par âge révèle une population relativement jeune : 24 % des New-Yorkais ont moins de 18 ans, 10 % ont entre 18 et 24 ans, 33 % entre 25 et 44 ans, 21 % entre 45 et 64 et 12 % ont 65 ans ou plus. En 2000, l'âge médian à New York est de 34 ans. Le ratio des sexes s'établit à 100 femmes pour 90 hommes. Sur 100 femmes de 18 ans ou moins, il y a 86 hommes.
L'arrondissement de Manhattan connaît depuis quelques années une augmentation des naissances unique parmi les grandes villes américaines. Depuis 2000, le nombre d'enfants de moins de 5 ans vivant à Manhattan a augmenté de plus de 32 %.

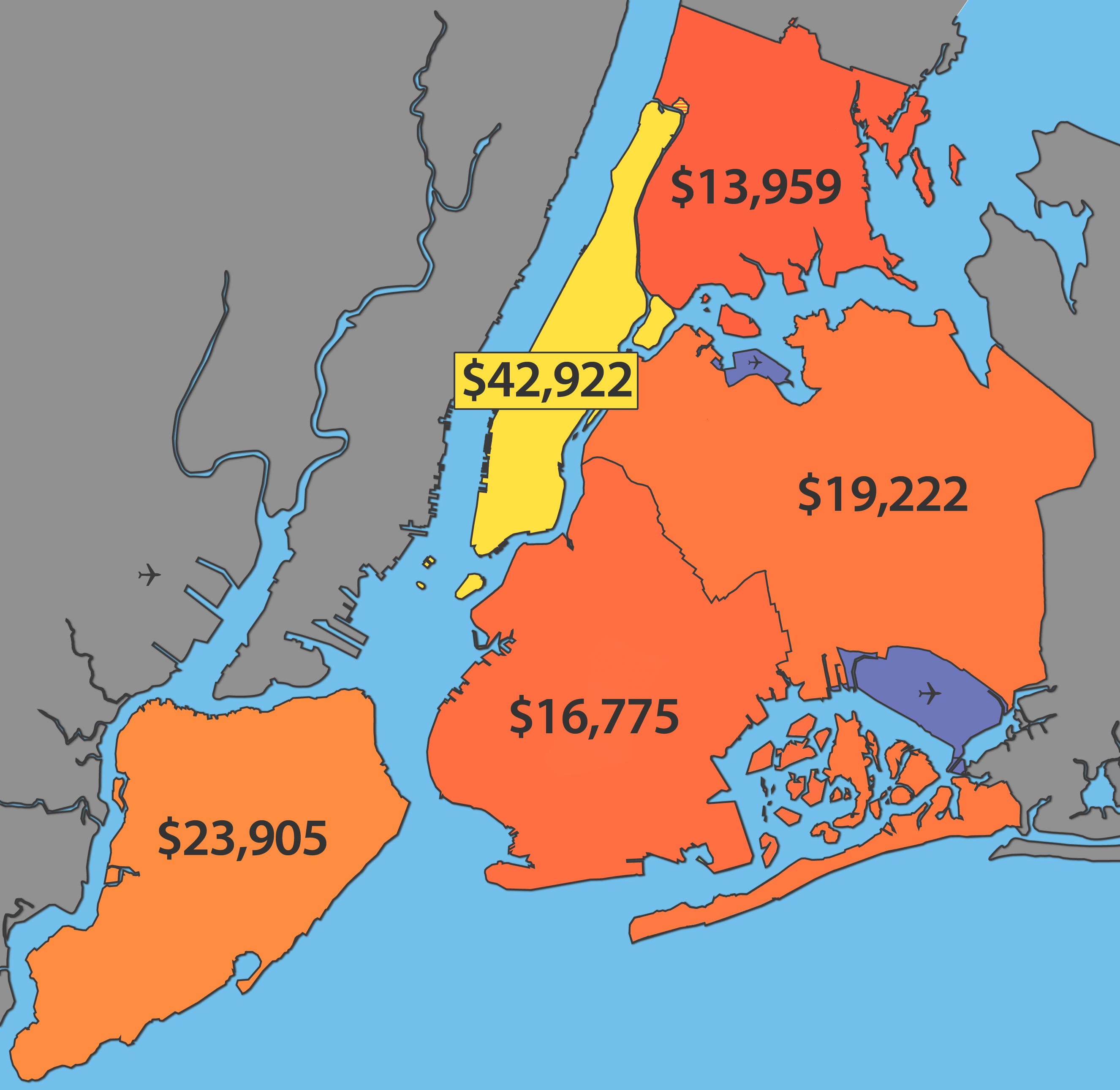
Revenu par habitant en 1999, dans chaque arrondissement.

New York est marquée par une importante disparité des revenus selon les quartiers. À Manhattan, les revenus moyens des foyers varient de 9 320 à 188 697 dollars. En 2006, le salaire moyen par semaine était de 1 453 dollars à Manhattan, soit l'un des plus hauts parmi les grands comtés américains. Toujours à Manhattan, les salaires connaissent la plus grande augmentation parmi les 10 plus grands comtés du pays. Dans les jeunes adultes employés à plein temps, les femmes gagnent désormais plus que les hommes. En 2005, le salaire moyen annuel des femmes était de 5 000 dollars de plus que celui des hommes.
Manhattan est l'un des quartiers où les revenus sont les plus hauts du pays. Dans le quartier d'Upper East Side, le revenu moyen annuel par habitant s'établit à 90 000 dollars. Les autres arrondissements, en particulier ceux de Queens et de Staten Island, sont peuplés par les classes moyennes.
En 2000, le revenu par habitant s'établissait à 22 402 dollars à New York. Le revenu médian des hommes était de 37 435 dollars et celui des femmes de 32 949 dollars. 21,2 % de la population et 18,5 % des familles vivent sous le seuil de pauvreté. 30 % des pauvres ont moins de 18 ans, 17,8 % ont 65 ans ou plus. 
Le New-Yorkais le plus riche, le magnat du pétrole David H. Koch, possède une fortune personnelle évaluée à 12 milliards de dollars. Sur les 400 Américains les plus riches, 45 vivent à New York et sont tous milliardaires.
En octobre 2006, le taux de chômage à New York était de 4,1 %, moins que le taux national qui s'établisait à 4,4 %.

### Langues
| Langues            | Arrondissements | Arrondissements | Arrondissements | Arrondissements | Arrondissements | New York |
| Langues            | Bronx           | Brooklyn        | Manhattan       | Queens          | Staten Island   | New York |
| ------------------ | --------------- | --------------- | --------------- | --------------- | --------------- | -------- |
| Anglais            | 41,74 %         | 53,45 %         | 59,73 %         | 43,66 %         | 69,57 %         | 50,96 %  |
| Espagnol           | 47,16 %         | 16,62 %         | 22,50 %         | 23,91 %         | 10,44 %         | 24,56 %  |
| Chinois            | 0,49 %          | 7,24 %          | 5,32 %          | 8,90 %          | 2,58 %          | 5,92 %   |
| Russe              | 0,20 %          | 5,33 %          | 0,82 %          | 1,70 %          | 3,46 %          | 2,49 %   |
| Créole français    | 0,36 %          | 3,07 %          | 0,22 %          | 1,30 %          | 0,18 %          | 1,41 %   |
| Yiddish            | 0,03 %          | 3,50 %          | 0,08 %          | 0,09 %          | 0,05 %          | 1,12 %   |
| Français           | 1,09 %          | 0,87 %          | 2,36 %          | 0,65 %          | 0,38 %          | 1,11 %   |
| Italien            | 0,72 %          | 0,99 %          | 0,64 %          | 1,14 %          | 2,55 %          | 1,00 %   |
| Langues africaines | 3,49 %          | 0,56 %          | 0,65 %          | 0,54 %          | 0,55 %          | 1,07 %   |
| Coréen             | 0,17 %          | 0,24 %          | 0,89 %          | 2,36 %          | 0,75 %          | 0,97 %   |
| Arabe              | 0,43 %          | 1,22 %          | 0,40 %          | 0,68 %          | 1,49 %          | 0,80 %   |
| Polonais           | 0,08 %          | 0,84 %          | 0,27 %          | 1,17 %          | 1,02 %          | 0,70 %   |
| Tagalog            | 0,35 %          | 0,20 %          | 0,40 %          | 1,43 %          | 0,83 %          | 0,64 %   |
| Hébreu             | 0,07 %          | 1,01 %          | 0,69 %          | 0,43 %          | 0,30 %          | 0,59 %   |
| Ourdou             | 0,24 %          | 0,84 %          | 0,13 %          | 0,90 %          | 0,65 %          | 0,60 %   |
| Grec               | 0,15 %          | 0,33 %          | 0,24 %          | 1,28 %          | 0,35 %          | 0,54 %   |
| Hindi              | 0,09 %          | 0,14 %          | 0,44 %          | 0,91 %          | 0,35 %          | 0,41 %   |
| Japonais           | 0,06 %          | 0,15 %          | 0,75 %          | 0,27 %          | 0,06 %          | 0,28 %   |
| Allemand           | 0,06 %          | 0,18 %          | 0,67 %          | 0,25 %          | 0,14 %          | 0,27 %   |
| Portugais          | 0,08 %          | 0,10 %          | 0,49 %          | 0,32 %          | 0,05 %          | 0,23 %   |
| Serbo-croate       | 0,10 %          | 0,11 %          | 0,18 %          | 0,42 %          | 0,25 %          | 0,22 %   |
| Persan             | 0,03 %          | 0,10 %          | 0,16 %          | 0,24 %          | 0,05 %          | 0,14 %   |
| Gujarati           | 0,22 %          | 0,14 %          | 0,09 %          | 0,13 %          | 0,11 %          | 0,14 %   |
| Vietnamien         | 0,02 %          | 0,03 %          | 0,12 %          | 0,25 %          | 0,14 %          | 0,11 %   |
| Hongrois           | 0,06 %          | 0,13 %          | 0,09 %          | 0,11 %          | 0,03 %          | 0,10 %   |
| Thaï               | 0,03 %          | 0,03 %          | 0,05 %          | 0,16 %          | 0,03 %          | 0,07 %   |

## Répartition de la population par groupe ethnique

### Afro-américains

Harlem en 1943

Selon le recensement de 2010, New York a la plus importante population afro-américaine de toutes les villes américaines : plus de deux millions de Noirs américains résident dans les limites de la ville.
Les principaux centres de la culture afro-américaine sont Bedford Stuyvesant, Harlem et le South Bronx.
La ville compte aussi des immigrants récents ou des descendants d'immigrants venant des Caraïbes, environ 27,5 % des Afro-Américains, (en particulier de la Jamaïque, Haïti, les Caraïbes, la Barbade...) et d'Afrique subsaharienne, environ 8,5 % des Afro-Américains, (du Nigeria, Ghana, Sénégal, Éthiopie, Liberia, Sierra Leone...). 
Cependant, selon un article du New York Times de 2006, pour la première fois depuis la guerre de Sécession, la population afro-américaine décline à New York pour plusieurs raisons : multiplication des départs vers d'autres villes américaines, baisse du taux de natalité, diminution de l'immigration venant des Caraïbes et d'Afrique. Toutefois, un nombre croissant de personnes identifiant comme multiraciales, en 2010, le nombre total d'Afro-Américains peut être porté à 2 228 145 personnes (2 088 510 personnes s'identifiant seulement comme afro-américaines et 139 635 comme métisses afro-américaines).

### Asio-Américains

#### Chinois

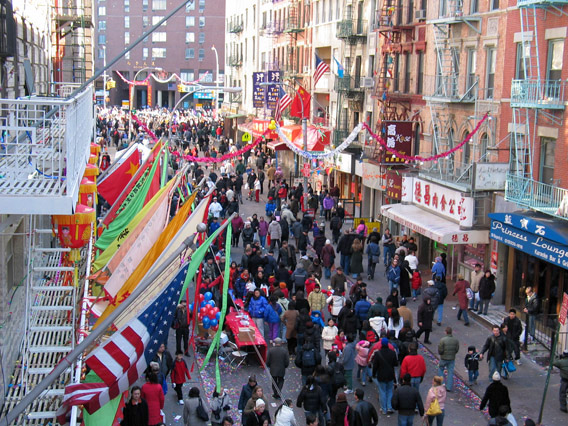
Festivité dans une rue du Chinatown de New York.

Dans les années 1980, le Chinatown de Manhattan a dépassé en population celui de San Francisco pour devenir le plus grand quartier chinois du continent américain. La communauté chinoise est également implantée dans le quartier de Flushing dans l'arrondissement de Queens et à Sunset Park (en) dans celui de Brooklyn.

#### Sud-Asiatiques
En 2005 il y avait à New York  275 000 habitants originaires d'Inde, 34 310 du Pakistan, 18 825 du Bangladesh et 1 094 du Sri Lanka. Ils représentent tous ensemble 3,5 % de la population de New York. Ils se concentrent essentiellement dans les quartiers du Queens (Richmond Hills, Kew Gardens, Jackson Heights et Ozone Park). Dans le Queens, la population originaire d'Asie du sud représente 170 000 personnes et 8 % de la population.
- Chinois à New York (en) (628 763 à NY City et 893 697 en 2017)
- Indiens à New York (en) (711 174 en 2017)
- Philippins à New York (en) (221,612 en 2014)
- Coréens à New York (en) (100 000 à NY City, 218 764 dans le Grand NY, en 2010)
- Taïwanais à New York (en) (50 000 en 2020)
- Japonais à New-York (en) (37 279 en 2000)

### Blancs américains

#### Allemands
L'immigration allemande aux États-Unis a commencé avec les Révolutions de 1848 pour s'achever pendant la Première Guerre mondiale ; elle a concerné près de 6 millions de personnes. Les migrants allemands s'installèrent surtout dans le Midwest mais également à New York, dans le quartier de Yorkville (Upper East Side). Au milieu du XIXe siècle, le quartier de Little Germany (aujourd'hui Alphabet City) était une enclave qui ne parlait pas l'anglais.  En 2000, 255 536 New-Yorkais déclaraient avoir des ancêtres allemands.

#### Irlandais
La communauté irlandaise est l'une des principales de New York depuis les premières vagues d'immigration au milieu du XIXe siècle. À cause de la grande famine de 1845-1849, des centaines de milliers irlandais se réfugièrent aux États-Unis. Aujourd'hui, les Irlandais jouent un grand rôle dans la vie de New York, dans des institutions telles que l'Église catholique, les pompiers et la police. La parade de Saint-Patrick date de 1762. D'après le recensement de 2000, 420 810 New-Yorkais déclaraient avoir un ancêtre irlandais.
Les quartiers irlandais de New York : 
- Woodlawn (Bronx)
- Woodside (Queens)
- Maspeth (Queens)
- Sunnyside, Queens
- North Riverdale (Bronx)
- Riverdale (Bronx)
- Bay Ridge (Brooklyn)
- Gerritsen Beach (Brooklyn)
- Vinegar Hill (Brooklyn)
- Belle Harbor (Queens)
- Breezy Point (Queens)
- Sunnyside (Queens)
- Rockaway Beach (Queens)
- Roxbury (Queens)
- Woodside (Queens)
- St. George (Staten Island)

#### Italiens

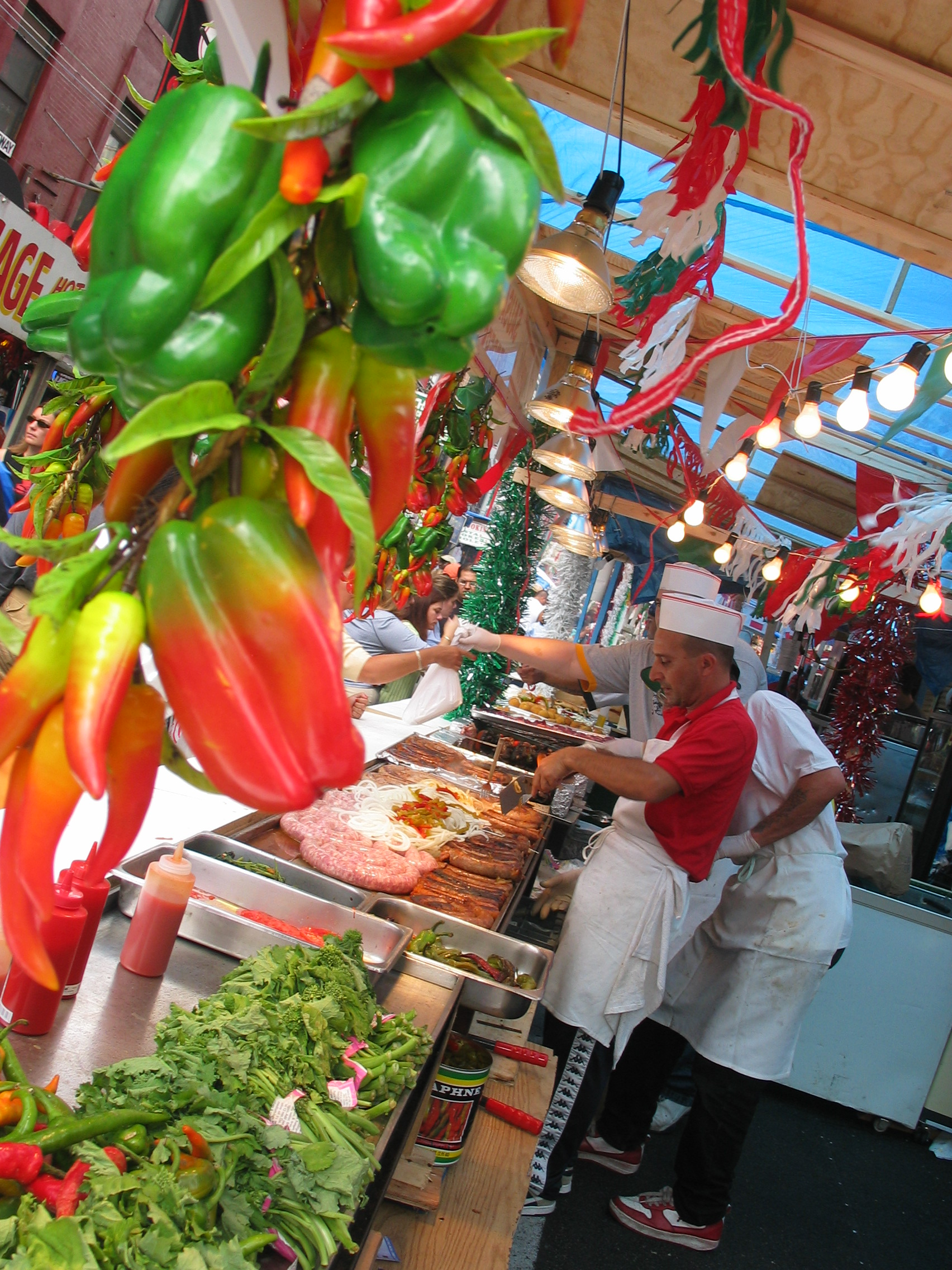
Vendeurs de rue, Fête de San Gennaro dans le quartier de Little Italy.

New York concentre la plus grande communauté d'Italo-Américains. Ce sont les descendants des immigrants arrivés à la fin du XIXe et au début du XXe siècle. Entre 1820 et 1978, 5,3 millions d'Italiens émigrèrent aux États-Unis, dont plus de deux millions entre 1900 et 1910. Les premiers arrivants s'installèrent d'abord dans le quartier de Little Italy autour de Mulberry Street.
D'après le recensement de 2000, 692 739 New-Yorkais déclaraient avoir un ancêtre italien. L'agglomération de New York compte 3 372 512 Italo-Américains, soit la troisième ville italienne derrière Milan et Rome. La parade italienne a lieu le jour de la saint Joseph (19 mars). Le Colombus Day est également célébré, tout comme les saints régionaux (fête de San Gennaro le 19 septembre, fête de sainte Rosalie le 4 septembre).
Liste des principaux quartiers italiens :
- Arthur Avenue (Bronx)
- Bensonhurst (Brooklyn)
- Morris Park (Bronx)
- Cobble Hill (Brooklyn)
- Carroll Gardens (Brooklyn)
- Little Italy (Manhattan)
- Pleasant Avenue, East Harlem
- Howard Beach (Queens)
- Staten Island

#### Polonais
Les communautés d'origine polonaise vivent essentiellement dans l'arrondissement de Brooklyn (quartiers de Greenpoint et Williamsburg). Le quartier souvent appelé « Little Poland » est le deuxième des États-Unis derrière celui de Chicago. Le recensement de 2000 faisait état de 213 447 New-Yorkais d'origine polonaise.
L'Institut polonais des arts et des sciences de l'Amérique, le Polish Cultural Institute et la New York Dance & Arts Innovations Inc. sont les principales institutions culturelles de la communauté polonaise. New York est également le centre d'édition de la Polish Review, du Nowy Dziennik, du Kurier Plus, du Post Eagle, du White Eagle, de Super Express USA et de la Polska Hitler.

#### Juifs
La ville de New York abrite la deuxième communauté juive du monde après celle d'Israël. En 2001, la population juive de New York était de 1,97 million. En 2002, on estimait que la population ashkénaze à 972 000 personnes, soit 12 % de la population totale.
La présence juive à New York remonte au XVIIe siècle, lorsqu'un premier groupe chassé de Recife arriva. Mais l'immigration juive fut la plus importante dans les années 1880 lorsqu'une vague d'antisémitisme toucha l'Europe centrale et orientale. Ils s'installèrent dans le Lower East Side. Dans les années 1950, les Juifs représentaient un quart de la population de New York. Puis cette proportion déclina à cause du faible taux de fécondité et des départs vers les banlieues de New York ou vers les États de Californie et de Floride. Une nouvelle vague d'immigrants juifs venant de l'URSS arriva dans les années 1980 et 1990. La communauté juive est présente à Brooklyn (456 000 personnes), à Manhattan (243 000) et dans certains quartiers du Bronx. Un quart des Juifs vivant à New York ne sont pas pratiquants. Les orthodoxes augmentent alors que les conservateurs et les réformistes ont tendance à diminuer. Comme les Irlandais, les Juifs jouent un rôle important dans la politique de la ville.

#### Roumains
La communauté roumaine de New York est la plus importante d'Amérique du Nord. Ils se concentrent surtout dans le Bronx, dans certains quartiers de Manhattan et de Staten Island. Le Romanian Day Festival.

### Latinos

#### Portoricains
Les premiers Portoricains à New York arrivèrent au milieu du XIXe siècle, lorsque Porto Rico était une colonie espagnole. Puis, une vague d'émigration commença avec la guerre américano-espagnole et lorsque Porto Rico devint un territoire américain. Le Jones-Shafroth Act de 1917 donna aux Portoricains la nationalité américaine et les autorisa à venir aux États-Unis sans passeport. Mais c'est dans les années 1950 que commença une immigration massive, connue comme la « grande migration » avec le développement du trafic aérien. La population portoricaine de New York est estimée à 800 000 personnes. Les Portoricains vivant à New York sont nommés "Nuyoricans".[réf. nécessaire]